# Nudaria transparens
Nudaria transparens är en fjärilsart som beskrevs av Anders Jahan Retzius 1783. Nudaria transparens ingår i släktet Nudaria och familjen björnspinnare. Inga underarter finns listade i Catalogue of Life.